# سد علویان
سدّ علویان سدی خاکی با هسته رسی بر روی رودخانه صوفی‌چای است که در نزدیکی روستای علویان در ۳ کیلومتری شمال شهر مراغه در استان آذربایجان شرقی قرار دارد. این سد آب آشامیدنی شهرستان‌های مراغه، میاندوآب، بناب، عجب‌شیر و ملکان را تأمین می‌کند. حجم مخزن این سد ۶۰ میلیون متر مکعب است و توانایی تنظیم سالانه ۱۲۶ میلیون متر مکعب آب را دارد که ۲۵ میلیون متر مکعب آن برای تأمین آب شرب مصرف می‌شود و باقی آن برای کشاورزی در شهرستان مراغه و بناب استفاده می‌شود.
در سواحل و جنگل‌های پراکنده و دشت‌های اطراف این سد منطقه گردشگری سد علویان قرار دارد که با چشم‌اندازی بی بدیل، زیبا و فرح بخش، فضایی بسیار دلنشین برای گردشگران فراهم کرده و از جاذبه‌های توریستی منطقه جنوب آذربایجان شرقی است. پادگان ایلخی که از بزرگ‌ترین مرکزهای پرورش اسب کشور بوده و دارای پیست اسب سواری است در حاشیه جاده دسترسی به این سد قرار دارد.

## نگارخانه

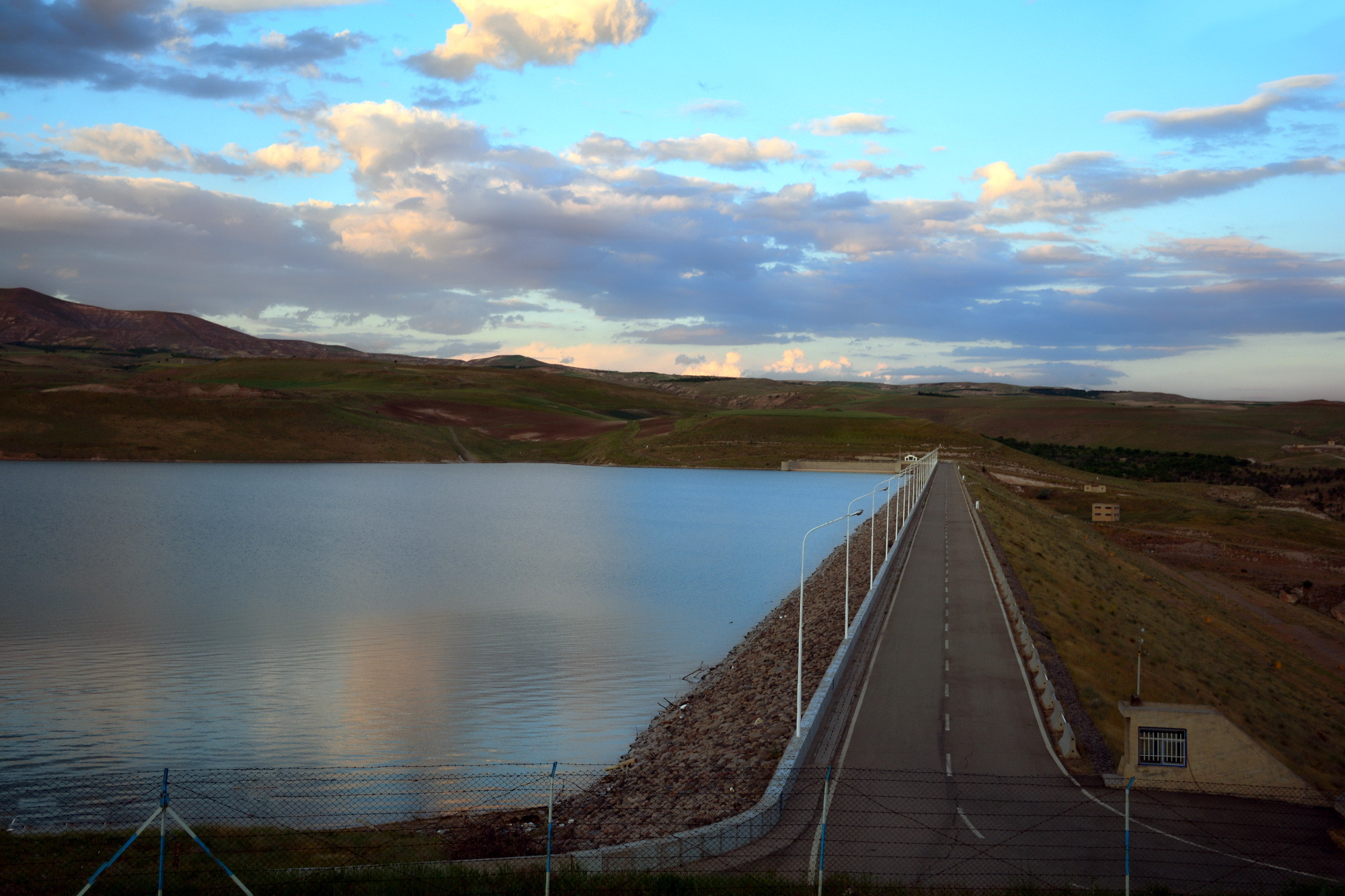
نمایی از سد علویان
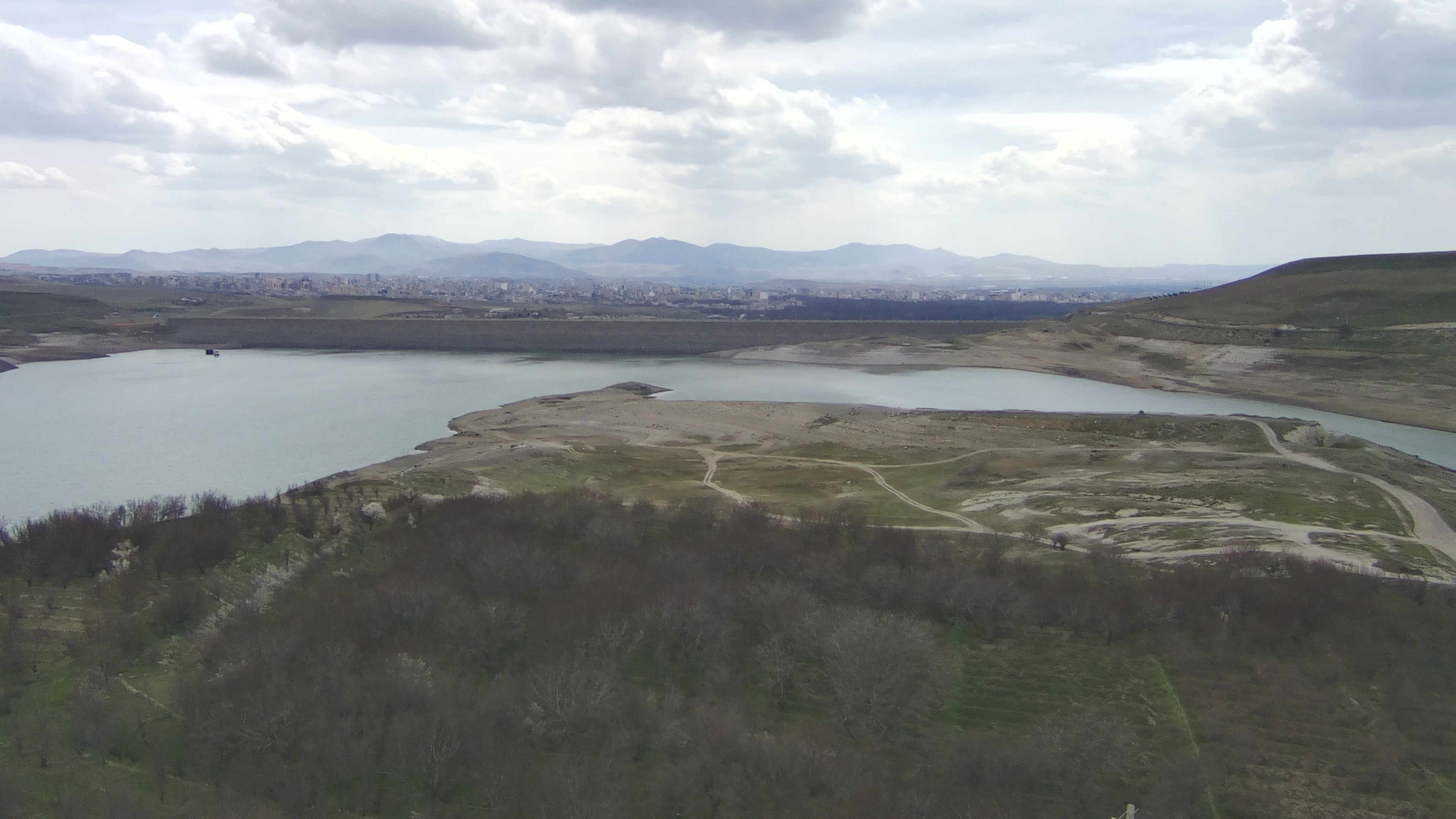
نمایان شدن دیواره سد در کم آبی
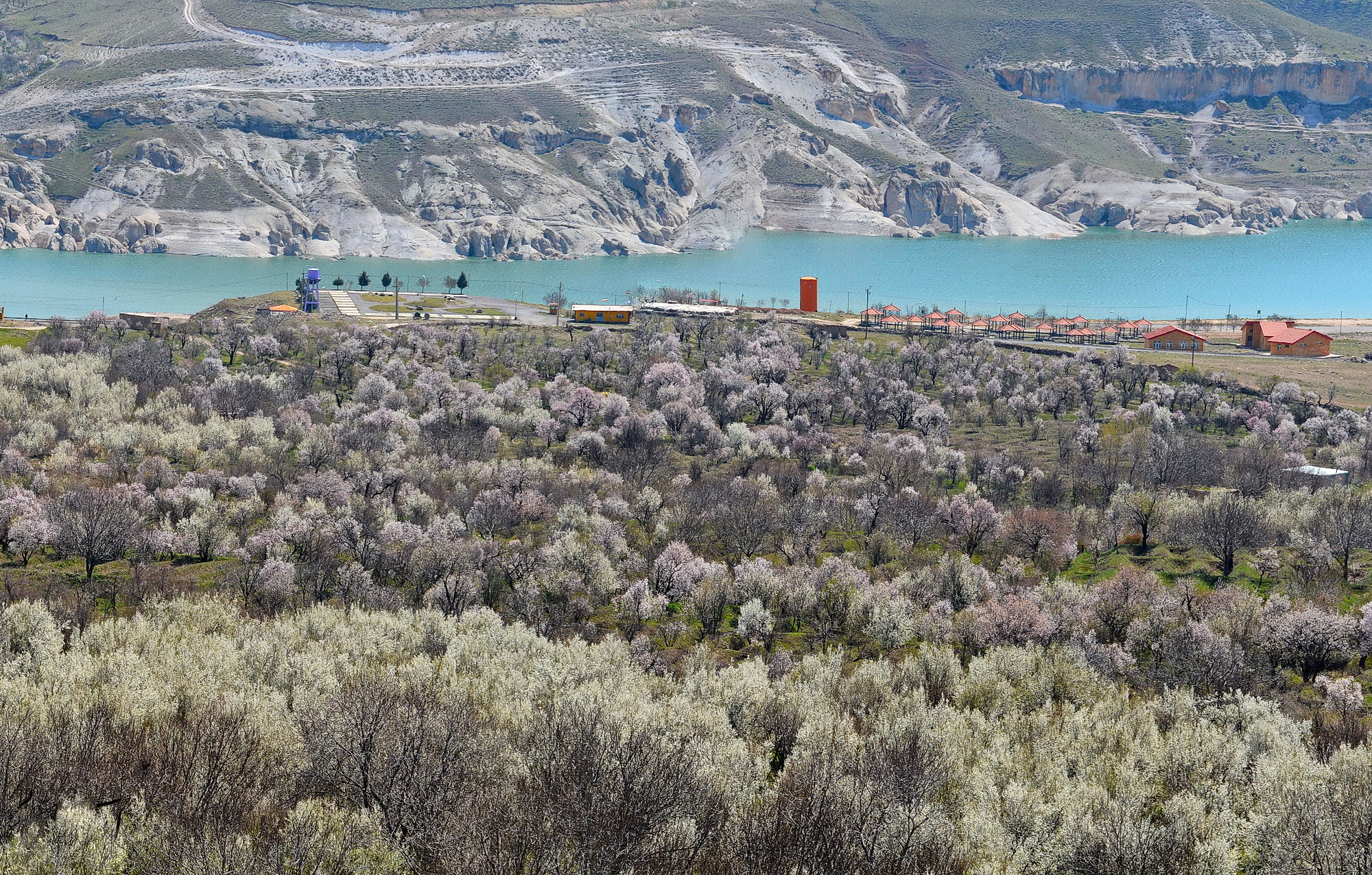
مخزن سد علویان در بهار
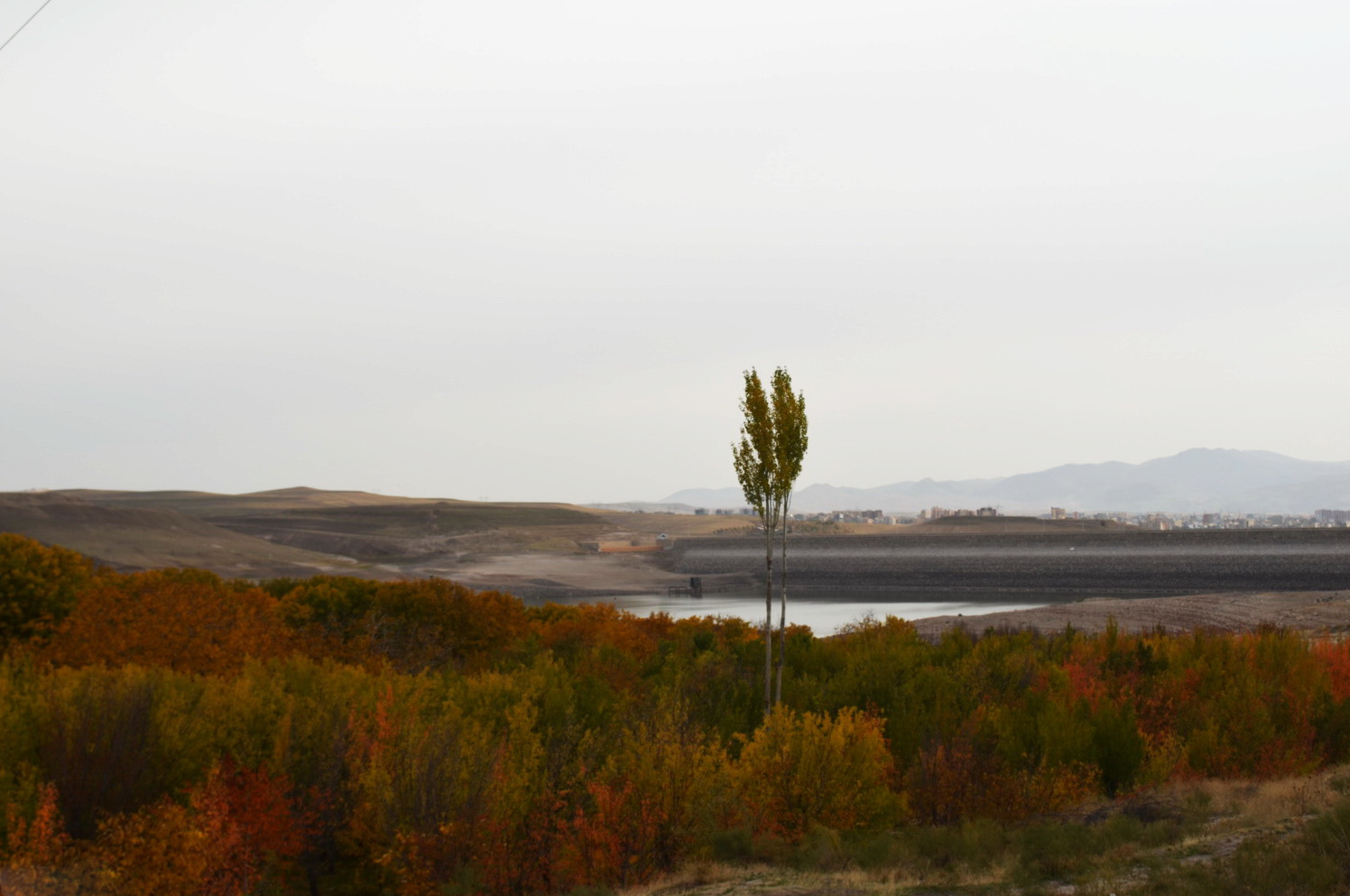
سد علویان و طبیعت منطقه در فصل پاییز